# Kananga (Leyte)
Kananga (Bayan ng Kananga) är en kommun i Filippinerna. Kommunen ligger på ön Leyte, och tillhör provinsen Leyte. Folkmängden uppgår till 53 837 invånare.

## Barangayer
Kananga är indelat i 23 barangayer.
| - Aguiting - Cacao - Kawayan - Hiluctogan - Libertad - Libongao - Lim-ao - Lonoy - Mahawan - Masarayao - Monte Alegre - Monte Bello | - Naghalin - Natubgan - Poblacion - Rizal - San Ignacio - San Isidro - Santo Domingo - Santo Niño - Tagaytay - Tongonan - Tugbong |